# Let It Snow (film, 2020)
Ne doit pas être confondu avec Let It Snow!.
Pour plus de détails, voir Fiche technique et Distribution.
Let It Snow est un film d'horreur et à suspense réalisé par Stanislav Kapralov et sorti en 2020. Le film a été écrit par Kapralov et Omri Rose, et met en vedette Ivanna Saknho, Alex Hafner et Tinatin Dalakishvili.
Il est sorti le 22 septembre 2020 par le groupe Grindstone Entertainment,.

## Synopsis
Séparée de son petit ami, après s'être faufilée sur une pente interdite, Mia, une snowboardeuse libre[pas clair], doit survivre non seulement contre la nature, mais aussi contre le motoneigiste masqué en noir qui veut sa peau.

## Fiche technique
- Titre original : Let It Snow
- Titre français : Let It Snow
- Réalisation : Stanislav Kapralov
- Scénario : Stanislav Kapralov et Omri Rose
- Musique : Alex Chorny
- Direction artistique : Nadia Jupiter et Artem Slobchenko
- Costumes : Hanna Demidova
- Photographie : Yevgeny Usanov
- Son : Ruslan Shebystyi
- Montage : Rafa Garcia et Evgeny Krasulya
- Production : Serge Lavrenyuk
- Sociétés de production : Solar Media Entertainment et FishCorb Films
- Sociétés de distribution : 
  - Film & TV House (tous media)
  - Grindstone Entertainment Group (États-Unis) (en salle)
  - Shaw Organisation (2020) (Singapore) (en salle)
  - Black Sheep Films (2020) (en Afrique du Sud) (tous media)
  - Lionsgate Home Entertainment (aux États-Unis) (DVD)
- Pays de production :  Ukraine
- Langue originale : anglais
- Genre : horreur, thriller
- Durée : 87 minutes
- Dates de sortie :
  - Festival du film de Kiev : 26 août 2020 (première mondiale)
  - Ukraine (en salle) : 28 janvier 2021
  - France (DVD) : 6 janvier 2022

## Distribution
- Ivanna Sakhno : Mia
- Alex Hafner : Max
- Tinatin Dalakishvili

## Sortie
Le film est publié en vidéo à la demande le 22 septembre 2020 par le groupe Grindstone Entertainment.

## Accueil de la critique
Le site de critique cinématographique Bloody Disgusting a déclaré : Most everything about Let It Snow is under-cooked, from the relationship between Mia and Max to the larger mythology that the two find themselves tangled in (« La plupart des éléments de Let It Snow ne sont pas assez cuits, qu'il s'agisse de la relation entre Mia et Max ou de la mythologie plus large dans laquelle les deux se retrouvent empêtrés. »)